# Alarmglas
Ein Alarmglas ist eine Glasscheibe mit eingebauten Überwachungsmitteln, die bei Beschädigung oder Zerstörung der Scheibe eine Einbruchmeldeanlage auslösen. Dazu ist in das Glas großflächig ein Alarmdraht eingelassen oder in einer Scheibenecke eine kleinflächige Alarmschleife, eine sogenannte „Alarmspinne“, aufgebracht. Bei Bruch des Glases werden bei beiden Ausführungen elektrische Leiter unterbrochen und es wird ein Alarm ausgelöst. Eingesetzt werden Alarmgläser häufig bei Schaufenstern von Juwelieren.

## Ausführungsarten

### Alarmglas bestehend aus Verbundsicherheitsglas

Beispiele für Alarmdrahtglas mit unterschiedlichen Anschlusstechniken.

Das Alarmglas besteht aus einem Verbundsicherheitsglas mit einem mäanderförmig eingelegten Draht, dem Alarmdraht. Diese Ausführungsart des Alarmglases wird deshalb auch „Alarmdrahtglas“ genannt. Der Draht ist Bestandteil einer Meldelinie einer Einbruchmeldeanlage. Beim Bruch der Glasscheibe führt dies zum Reißen des Alarmdrahtes und die Einbruchmeldeanlage löst einen Alarm aus.

### Alarmglas bestehend aus Einscheibensicherheitsglas

Prinzip eines Alarmglases mit Alarmspinne.

Das Alarmglas besteht aus einem Einscheibensicherheitsglas, häufig im Verbund mit einer weiteren Scheibe in angriffhemmender Ausführung als Isolierverglasung. Im Zerstörungsfall zerspringt das Einscheibensicherheitsglas an jeder Stelle der Scheibe in kleine Würfel. Eine in der Regel mittels Siebdruck aufgebrachte und eingebrannte Alarmspinne (kleinflächige elektrische Leiterschleife) wird hierdurch zerstört und die Einbruchmeldeanlage löst einen Alarm aus.
Das Alarmglas wird auf der Seite ins Fenster eingebaut, von der ein Einbruchsversuch zu erwarten ist. Die Alarmspinne wird vom Hersteller so angebracht, dass sie im Scheibenzwischenraum der Isolierglasscheibe liegt. Die andere Scheibe des Isolierglases ist dann die angriffhemmende Scheibe.

## Überwachungsarten
Mit Alarmglas wird das damit ausgestattete Fenster auf Durchbruch oder Durchstieg überwacht. Bei Überwachung auf Durchstieg beträgt der maximal zulässige Abstand der Drähte im Glas 10 cm. Bei Überwachung auf Durchgriff beträgt der Abstand 4 cm. Welche Überwachungsart verwendet werden muss, hängt von der Art des zu schützenden Objektes ab.

## Elektrik
Zum Anschluss der Alarmschleife (Alarmdraht oder Alarmspinne) befindet sich am Rand der Alarmglasscheibe ein flexibles Kabel oder in Randnähe ein sogenannter Flächenanschluss, an den ein Kabel angeschlossen werden kann. Das Kabel wird mit dem Leitungsnetz der Einbruchmeldeanlage verbunden. Die Alarmschleife wird in eine konventionelle Meldelinie der Einbruchmeldeanlage geschleift. Ist das Alarmglas intakt, fließt ein konstanter Ruhestrom. Wird das Alarmglas zerstört, wird auch die Alarmschleife zerstört und damit die Meldelinie unterbrochen. Die Einbruchmeldeanlage detektiert den unterbrochenen Stromfluss und löst einen Alarm aus.

### Alarmdrahtglas
Der Anschlusswiderstand von Alarmdrahtglas ist abhängig von der Größe der Glasfläche und der geforderten Überwachungsart (Durchstieg oder Durchgriff). Je größer die Scheibe und je kleiner der Drahtabstand, desto länger wird der Draht und damit steigt auch der Widerstand des Alarmdrahtes.

### Alarmspinne
Der Anschlusswiderstand von Alarmspinnen ist nicht von der Größe der Glasfläche und der Überwachungsart abhängig. Der Schleifenwiderstand liegt herstellerabhängig bei wenigen Ohm.

## Qualität
Nach den üblichen Standards wird jede Alarmglasscheibe vor Verlassen des Herstellerwerks einer Funktionskontrolle unterzogen. Hersteller mit erhöhten Qualitätsansprüchen führen eine Kontrollmessung des Alarmglases vor der Verarbeitung und nach der Verarbeitung zum Isolierglas durch. Ein entsprechend geschulter Montagebetrieb wird direkt nach jedem Transport der Scheiben eine einfache Durchgangskontrolle durchführen.

### Einbaufehler
Typische Einbaufehler von Alarmgläsern sind beispielsweise:
- Nichtbenutzung mitgelieferter Montagematerialien.
- Beschädigungen von Verbindungen und Verkabelung.
- Einbau mit der „Angriffsseite“ nach innen.
- Verformen des Glases beim Einbau und darauffolgende Unterbrechung des Alarmdrahtes.

### Richtlinien
Die maßgeblichen Herstellungs- und Einbaugrundlagen sind:
- Anforderungen an Alarmgläser VdS 2270 (2002-03)
- Prüfmethoden für Alarmgläser VdS 2317 (2002-07)
- Richtlinien für Einbau VdS 2311 (2017-04)
- Merkblatt „Informationen zu Alarmgläsern“ VdS 5038 (2005-12)
- DIN VDE 0833-3 (2009-09)